# Cañón Tipo 5
El Tipo 5 30 mm fue un cañón automático de la Armada Imperial Japonesa utilizado cerca del final de la Segunda Guerra Mundial.

## Historia y desarrollo
El Tipo 5 fue diseñado por el ingeniero Masaya Kawamura de la Nihon Tokushu-Ko KK, siendo producido por el Arsenal naval de Toyokawa y en pequeñas cantidades por las empresas KK Nihon Seikojo y Nihon Tokushu-Ko KK.
Era un diseño japonés con un mejor desempeño que el Tipo 2 derivado del Oerlikon 20 mm o el Ho-155 derivado de la Browning M2, aunque era considerablemente más pesado. El Tipo 5 iba a convertirse en el cañón estándar de los cazas de la Armada Imperial Japonesa - cuatro habrían sido montados en el J7W Shinden - pero para el final de la guerra solamente se habían empleado a bordo de unos cuantos aviones, incluyendo variantes del Mitsubishi J2M y Yokosuka P1Y.